# 빌라 메디치
빌라 메디치(이탈리아어: Villa Medici, 이탈리아어 발음: [ˈvilla ˈmɛːditʃi])는 이탈리아 로마의 트리니타 데이 몬티 성당 옆 핀초 언덕에 위치한 마니에르스모 건축 양식의 빌라 (별장)로, 보르게세 공원과 인접한 건물 단지이다. 토스카나 대공 페르디난도 1세 데 메디치가 설립한 건물로 오늘날 프랑스 정부의 소유이며, 1803년부터 로마 아카데미 드 프랑스가 소재해 있다. 이 건물의 정원에 설치된 분수는 훗날 오토리노 레스피기가 작곡한 '로마의 분수'에 영감을 준 바 있다.

## 역사
고대 로마 시기에는 루쿨루스의 정원이 들어섰던 부지로, 이후 로마 황실의 소유로 넘어갔다. 한때 메살리나가 이곳 빌라에 살다가 반역 혐의로 암살당했다. 로마 멸망 이후에는 오랫동안 버려져 포도원으로 쓰이던 땅이었다.
1564년 몬테풀차노 추기경 조반니 리치의 조카들이 이 일대를 처음 사들였다. 매입 당시 이곳에 살던 유일한 사람은 마르첼로 크레센치 추기경으로, 카시나 (별장의 일종)를 세워 지내면서 포도원을 관리하다, 피렌체의 난니 리피의 명을 받아 별장 공사를 시작했지만 리피 본인이 끝을 보지 못하고 사망했다. 크레센치로부터 땅을 넘겨받은 새 주인들은 고인이 된 리피의 아들 안니발레 리피를 찾아가 공사를 계속해달라고 부탁했다. 공사 과정에서 미켈란젤로도 참여했다고 전한다.
1576년 페르디난도 데 메디치 추기경이 다시 별장을 인수하여, 바르톨로메오 암마나티의 설계에 따라 완공하였다. 그와 함께 빌라 메디치는 로마 내에 있는 메디치가 소유 저택 중에서도 으뜸으로 취급받기 시작하였다. 이는 메디치가가 이탈리아 왕자 가운데서도 가장 우세함을 구체적으로 드러내고, 또 로마 내에서 영원히 자리잡고 있음을 천명하려는 의도에서였다. 설계 과정에서 암마나티는 메디치 추기경의 의견에 따라, 고대 로마의 부조와 석상을 흙더미 위에 놓이도록 배치하였으며, 그 결과 빌라 메디치의 파사드는 오늘날 볼 수 있다시피 사실상의 야외 박물관이 되었다. 일련의 거대 정원은 소나무, 사이프러스나무, 참나무 농장으로 둘러싸여, 메디치 추기경의 아버지 코시모 1세 데 메디치가 피사와 피렌체에 조성한 식물원을 연상시킨다.
한편 페르디난도 데 메디치 추기경은 정원 북동편의 아우렐리아누스 성벽 너머 방면으로 공부와 사색 용도로 지은 휴게실 '스투디올로' (Studiolo)를 지었다. 오늘날 이 방은 보르게세 정원을 바라보고 있지만, 처음 지어질 당시에는 로마 시골 풍경을 전망할 수 있었으리라 추정된다. 총 2실 규모의 스투디올로는 1985년 빌라 복원에 참여한 제랄딘 알베르가 뒤늦게 발견하면서 세상에 알려졌다. 이곳 벽에는 1576년~1577년 자코포 주키가 제작한 프레스코 장식이 걸려 있었으나 흰색 도료로 덧칠되어 보존되어 있었다.

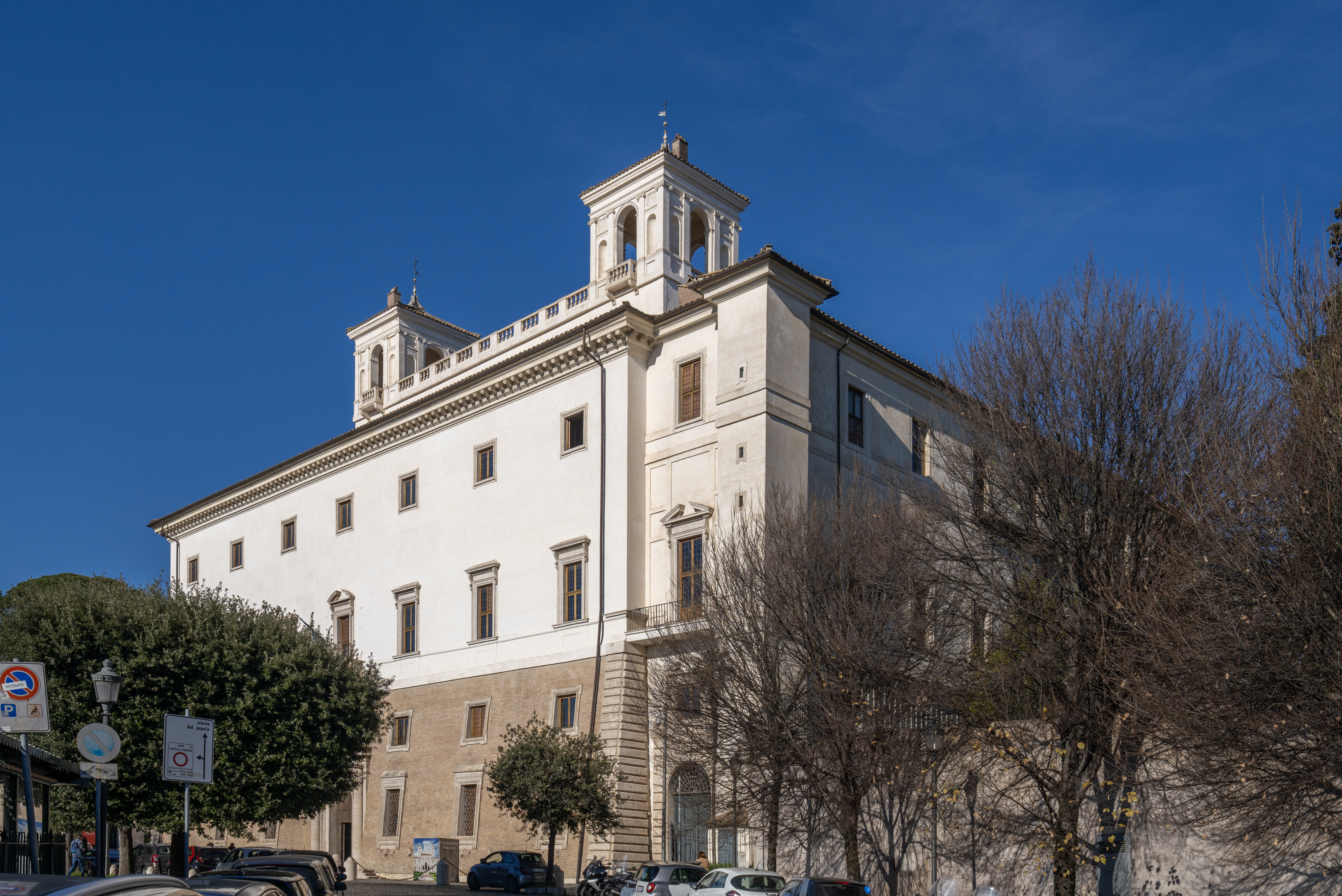
스페인 계단 위 트리니타 데이 몬티 광장에서 본 빌라 메디치.

빌라 메디치는 고대 로마의 아름다운 조각품 170여점을 들여놓았는데, 이는 메디치가와 타 가문의 결혼으로 전해받은 카프라니카 (Capranica) 컬렉션과 델라 발레 (della Valle) 컬렉션에서 따온 것들이었다. 이 때즈음 갈라시 알기시 (Galassi Alghisi)가 보고 상세히 그린 판화를 통해, 1562년 시점의 내부 조각상 배치도를 알 수 있다. 페르난도 추기경은 이후에도 로마에서 가장 유명했던 조각상 세 점을 빌라 메디치에 들여놓았는데, 1583년에 발견되어 즉시 사들인 '니오베 군상' (Niobe Group)과 '격투가상' (The Wrestlers), '아로티노상' (Arrotino)가 그들이다. 1587년 페난도 추기경이 세상을 떠난 형의 뒤를 이어 토스카나 대공직을 물려받게 되자, 이들 작품을 수도 피렌체로 옮길 수도 있었음에도 니오베 군상의 석고 사본을 가져가는 것으로 만족했다. 이는 로마가 유럽의 대표 도시로서 피렌체를 능가하는 명성을 지니고 있었던 만큼, 그에 걸맞는 장엄한 컬렉션을 남겨둔다면 메디치가가 얻게 될 위신을 잘 알고 있었던 것으로 짐작된다.
1598년에는 메디치가의 대표작인 메디치 사자상이 완성되었고, 1630년대 들어서부터는 베누스 데 메디치가 페르난도의 뒤를 이어 메디치 화병을 수집하면서 빌라 메디치의 소장품으로 들였다. 이후로도 한동안 제자리에 남아 있던 빌라 메디치의 조각상들은 18세기에 비로소 피렌체로 옮겨져 우피치 미술관의 핵심 소장품이 되었으며, 이때부터 유럽 각국의 그랜드 투어에 피렌체가 주목받기 시작하는 계기가 되었다.

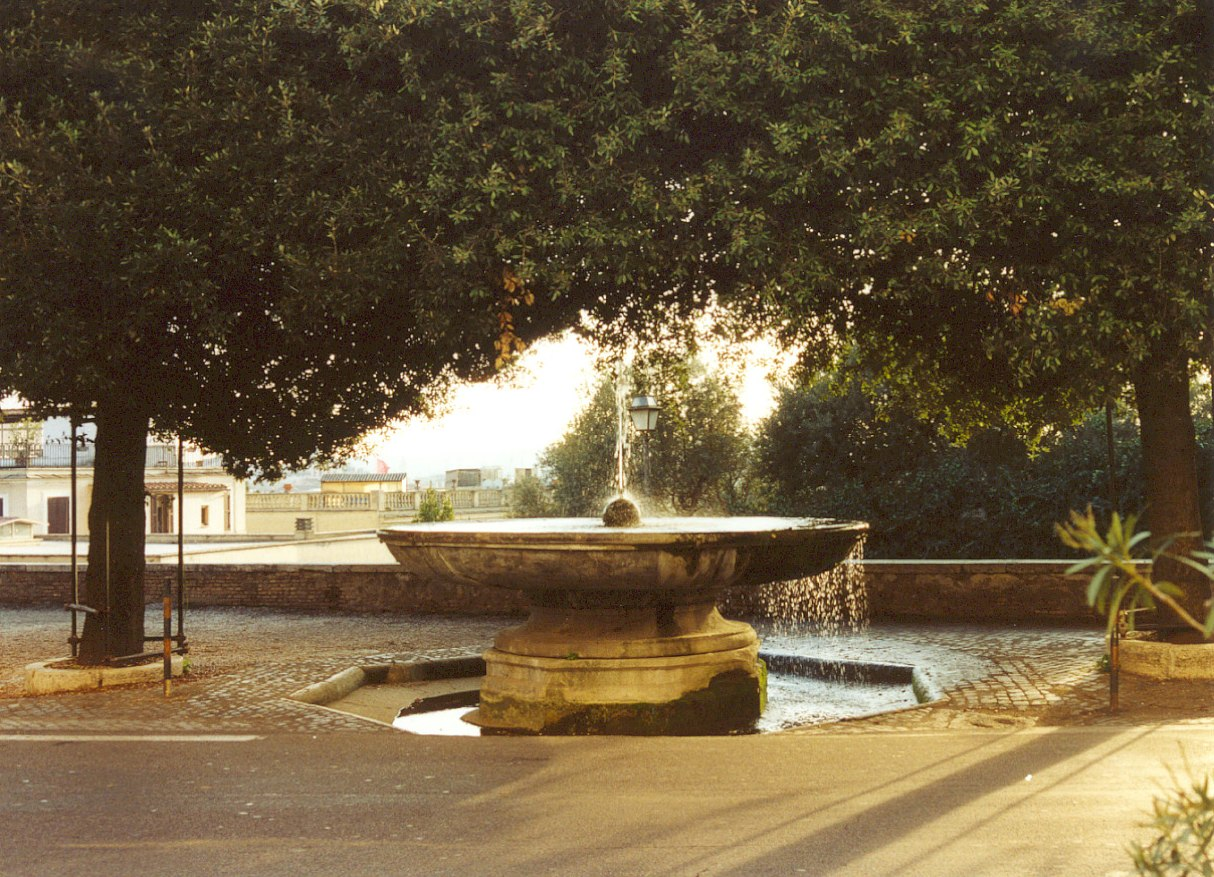
빌라 메디치의 분수 (2002)

1589년 안니발레 리피가 설계한 빌라 메디치 앞 분수도 유명한데, 고대 로마의 붉은 화강암 화병으로 만들었다. 빌라 메디치에서 분수 너머로 성 베드로 대성전을 바라볼 수 있었기에 이 풍경을 담은 작품이 여럿 그려졌지만, 지금은 그 사이에 심어진 나무로 가려져 볼 수 없게 되었다.
빌라 메디치의 정원은 로마 도심에 위치한 파르네세궁 같은 궁전보다 접근성이 훨씬 뛰어났는데, 이는 인접한 빌라 보르게세도 마찬가지였다. 완공 이래 한 세기 반 동안 빌라 메디치는 로마에서 가장 우아하고 세속적인 명소로 꼽혔으며 교황청 주재 토스카나 대공의 대사관 소재지로 기능하였다. 1737년 메디치가의 계보가 끊기자 빌라 메디치는 로트링겐가 소유으로 넘어갔고, 나폴레옹 시대에는 잠시 에트루리아 왕국 소유으로 넘어갔다. 뒤이어 빌라 메디치를 소유하게 된 나폴레옹 보나파르트는 후술할 프랑세즈 아카데미 로마 지부를 이곳으로 옮겼다. 이후 앵그르와 발튀스를 비롯한 저명인사가 선정에 참여해 그 이름이 높았던 예술상인 로마 대상의 수상자들이 머무는 곳으로, 1968년 상이 폐지될 때까지 사용된 바 있다.
1656년 스웨덴의 크리스티나 여왕이 산탄젤로 성 꼭대기에서 대포 하나를 조준 없이 발사하여 포탄이 빌라 메디치로 날아가 강타해버린 사건이 있었다. 이 사건으로 별장 정면에 장식된 피렌체 국장 하나가 부서지고 말았다.

## 아카데미 프랑세즈 로마 지부
1803년 유럽을 평정해 나가던 나폴레옹 보나파르트는 한때 프랑스 혁명으로 폐지 위기에 몰렸던 아카데미 프랑세즈의 로마 지부를 보전하기 위해 빌라 메디치로 소재지를 옮겼다. 이전 당시 빌라 메디치와 정원의 상태는 말이 아니었기 때문에 개조를 거쳐 로마 대상 수상자의 숙소로 쓰도록 하였다. 이를 통해 나폴레옹은 젊은 프랑스 예술가들이 고대와 르네상스의 걸작을 보고 모방할 수 있는 기회를 이어나가길 바랬다. 빌라 메디치의 개조 공사는 프랑스의 젊은 건축가 오귀스트앙리빅토르 그랑장 드 몽티니가 맡았다.

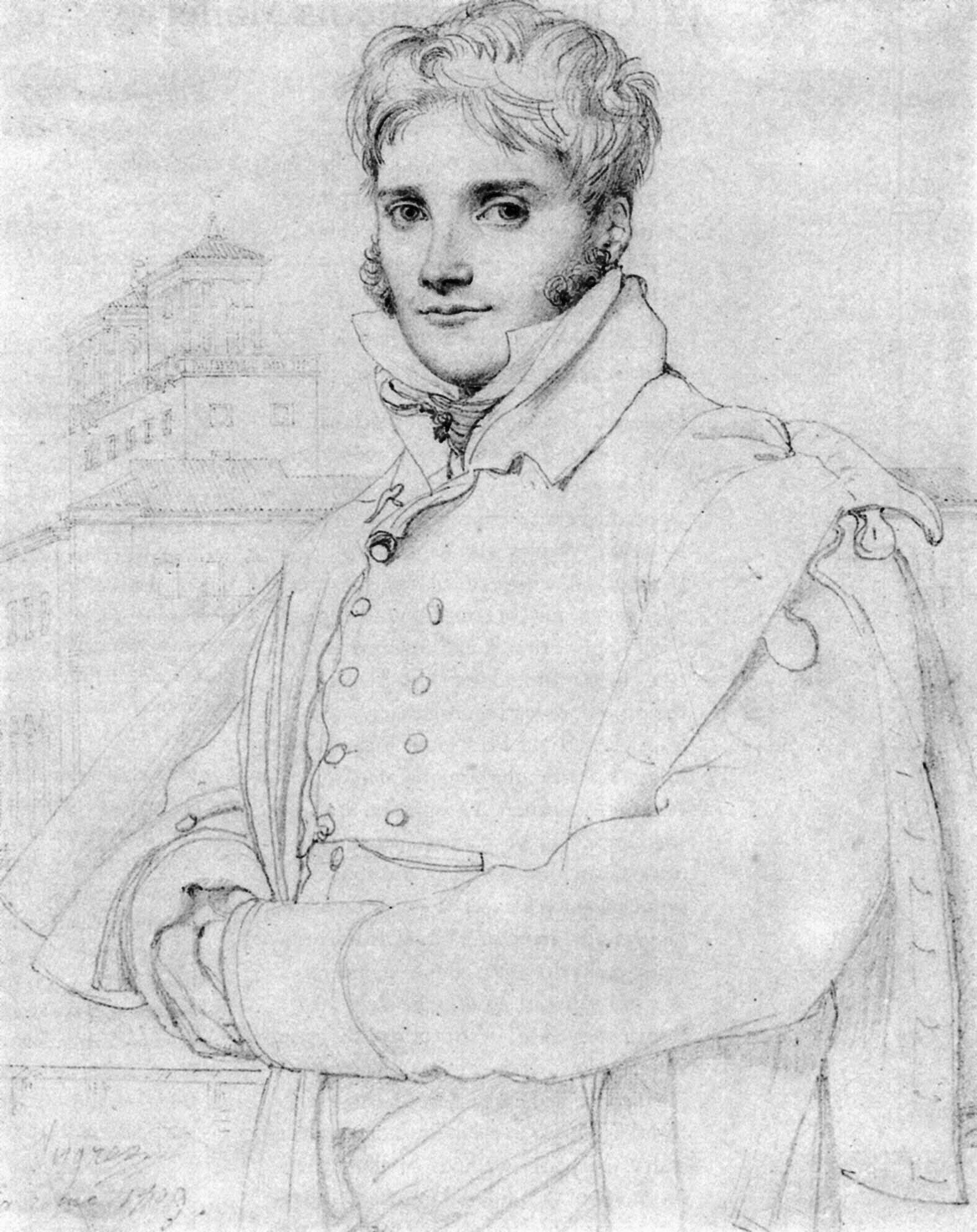
1809년 빌라 메디치를 배경으로 서 있는 동급생 메리조셉 블론델의 초상(앵그르 작)

로마 대상의 공모전과 수여식은 19세기를 지나 20세기 들어서도 계속 진행되다가 제1차 세계 대전의 발발과 함께 한차례 중단되었고, 이후 제2차 세계 대전으로 프랑스가 나치 독일에 점령되었던 1941년에는 베니토 무솔리니가 빌라를 압수하면서 아카데미 프랑세즈 로마지부도 철수하였다. 1945년 종전으로 로마지부가 다시 제자리로 복귀하면서 수상이 재개됐던 로마 대상은 1968년 프랑스 문화부장관 앙드레 말로의 지시로 폐지되면서 역사의 뒤안길로 사라졌다. 그때까지 빌라 메디치를 책임관리하던 파리 예술 아카데미와 프랑스 학술원은 빌라 메디치의 후견권을 프랑스 정부와 프랑스 문화부에 넘겼다.
아카데미 프랑세즈 수장을 맡고 있던 발튀스는 1961년부터 1967년까지 별장과 정원을 대상으로 대대적인 복원 운동과 최신 설비 설치공사에 나섰다. 이 당시 발튀스가 복원 공사의 모든 단계에 직접 참여한 것으로 전해진다. 특히 옛 장식이 소실된 방의 경우 본인이 직접 설계한 장식을 설치했다. 빌라 메디치에 설치된 발튀스의 장식품은 과거에 대한 오마주인 동시에 현대적이라 평가받으며, 이 자체로도 역사깊은 작품이 되어 2016년에는 복원 작업을 거친 바 있다.
오늘날 아카데미 프랑세즈는 젊은 작가를 초청하여 12개월 간 로마 내 작품 전시회를 후원하는 프로그램을 지속하고 있다. 이렇게 빌라 메디치에 머물면서 활동하는 아티스트를 '하숙생'(pensionnaires)이라 칭하고 있다. 빌라 메디치에는 하숙생들을 위한 여러 객실이 있으며, 하숙생이나 그 밖의 귀빈이 사용하지 않을 때는 일반 대중에게 공개된다.
이곳에 머무는 예술인들은 로마 대상 시절과는 달리 더 이상 전통예술 분야 (회화, 조각, 건축, 공예, 작곡 등)에만 속하지 않고 다채로운 신예술 분야 (미술사, 고고학, 문학, 무대설계, 사진, 영화, 영상, 예술품 복원, 글쓰기, 요리)에 걸쳐 활동한다. 또 공모전이 아니라 지원서에 따라 모집되며, 평균 체류 기간은 6개월에서 18개월 또는 2년까지 다양해졌다.

## 건축적 영향

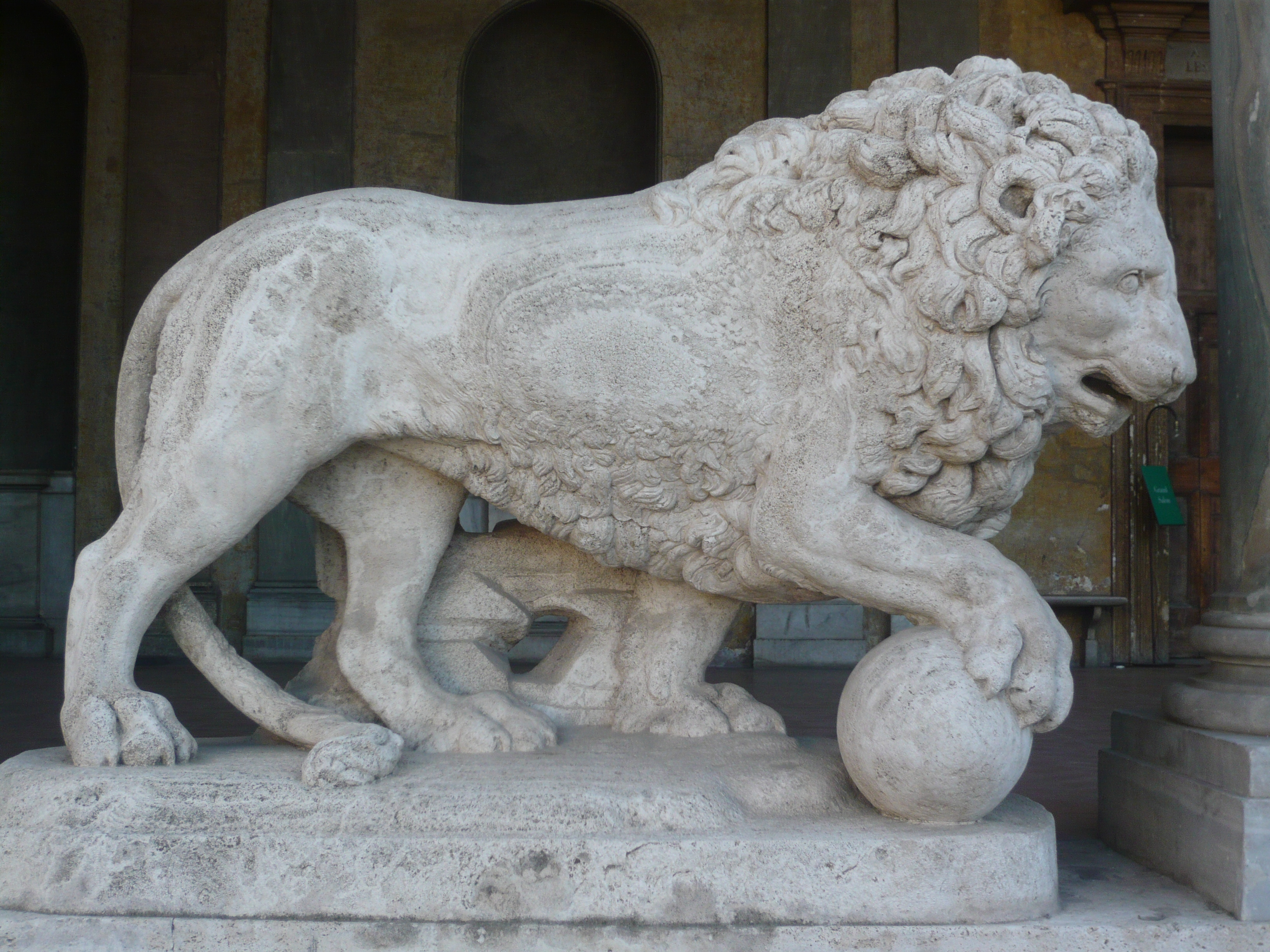
메디치 빌라 내 로지아 데이 레오니에 있는 메디치 사자상 중 하나, 아우구스틴 파주의 대리석 복제상.

빌라 메디치의 양식은 여러 건축물에 영향을 남겼다. 미국의 건축가 에드워드 리핀콧 틸턴은 빌라 메디치로부터 영감을 받고 1893년 미국 콜로라도주 글렌우드스프링스에 위치한 호텔 콜로라도를 설계했다. 박애주의자로 유명한 제임스 H. 둘리도 1912년 미국 버지니아주 록피시갭에 스와나노아 (Swannanoa)라는 별장을 지었다. 뉴욕시의 건축 회사인 슐츠 앤드 웨버도 1925년~1926년경 플로리다주 팜비치의 브레이커스 호텔 공사 당시 이곳을 모델로 삼았다.
1700년~1704년 스웨덴 스톡홀름의 스톡홀름 왕궁 북쪽에 세워진 베르나르 푸케의 청동 사자는 안뜰 계단 옆에 위치한 메디치 사자상에서 영감을 받았다.

## 같이 보기
- 카파졸로의 빌라 메디치
- 카레지의 빌라 메디치
- 피에솔레의 빌라 메디치
- 빌라 메디체아 디 프라톨리노

## 참조
- Haskell, Francis (1981). 《Taste and the Antique: The Lure of Classical Sculpture 1500-1900》. New Haven: Yale University Press. ISBN 0-300-02913-6.
- Morel, Ph., Le Parnasse astrologique. Les décors peints pour le cardinal Ferdinand de Médicis. Étude iconologique (Paris, De Boccard, 1991) (La villa Médicis, 3).
- Hochmann, Michel, Villa Medici, il sogno di un Cardinale – Collezioni e artisti di Ferdinando de’ Medici (Roma, De Luca, 1999).
- Buckley, Veronica (2004). 《Christina, Queen of Sweden: The Restless Life of a European Eccentric》. New York: Fourth Estate. ISBN 0-06-073617-8.